# C/1987 H1 (Shoemaker)
Pour les articles homonymes, voir Shoemaker.
C/1987 H1 (Shoemaker) est une comète hyperbolique du système solaire.
Elle avait un périhélie éloigné du Soleil (5,4575480 UA) soit le rayon orbital de Jupiter.
Comme son orbite est hyperbolique, elle pourrait provenir du nuage de Oort.